# Abraham-Louis Breguet
Abraham-Louis Breguet (Neuchâtel, 10 gennaio 1747 – Parigi, 17 settembre 1823) è stato un orologiaio e inventore svizzero.
Famoso e ingegnoso maestro orologiaio, fondò nel 1775 la celebre manifattura orologiera Breguet, ancora oggi attiva. Innumerevoli furono i suoi contributi e le sue invenzioni nel campo dell'orologeria, suo principale ma non unico interesse. La più famosa resta il sistema regolatore a tourbillon, elaborato a partire dal 1795 e per il quale ottenne il brevetto nel 1801. Inventò anche numerosi strumenti di fisica e di astronomia.

## Biografia

### I primi anni
Abraham-Louis Breguet nacque in riva al lago di Neuchâtel, nel Giura svizzero, il 10 gennaio 1747 e fu battezzato nella chiesa lo stesso giorno. Di origine prussiana, era il primogenito del mercante Jonas-Louis Breguet (1719-1758) e della moglie Suzanne-Marguerite Bolle (1724-1768), che si erano sposati nella primavera del 1745, e proveniva da una famiglia di notabili protestante della Piccardia, rifugiata in Svizzera nel 1685 all'epoca dell'editto di Fontainebleau da parte di Luigi XIV. Aveva due fratelli e quattro sorelle minori: Henri-François (1748-1750), Suzanne-Marie (1750), Henri (1752), Henriette (1753), Charlotte (1756-1840) e Marie-Louise (1759-1797).

### La carriera
Nel 1759 la madre si risposò con Joseph Tattet, un primo cugino del padre, che proveniva da una famiglia di orologiai. Nel 1762, a soli 15 anni, si trasferì in Francia e divenne apprendista di Etienne Gide, un orologiaio a Versailles, amico del patrigno. Durante questi anni incontrò Ferdinand Berthoud e Jean-Antoine Lépine, che gli insegnarono l'arte dell'orologeria. Terminato l'apprendistato nel 1767, l'anno successivo si stanziò a Parigi, ma perse la madre e il patrigno, e doveva anche mantenere la sorella minore. Si stanziò a Parigi, ove, dopo un fortunato matrimonio cattolico con Cécile Marie-Louise L'Huillier (1752-1780), poté avviare nel 1775, all'età di 28 anni, la propria attività professionale e aprire la propria manifattura orologiera in Quai de l'Horloge, sulle rive della Senna: la Breguet.
Il suo successo lo rese ricco, ma mantenne sempre uno stile di vita semplice. Era conosciuto per la sua gentilezza e buon umore. Sin dai primi anni d'attività fu impegnato nel perfezionamento tecnico dei meccanismi degli orologi e nello sviluppo e nell'invenzione di complicazioni e soluzioni tecniche sempre nuove, tanto che oggi il suo contributo all'evoluzione della tecnica orologiera è considerato decisivo, vitale e imprescindibile. Basti pensare che a soli cinque anni di distanza dall'insediamento in Quai d'Horloge, già presentò a Parigi i primi orologi automatici, detti "perpetui". Ammalierà così, grazie alla sua maestria tecnica e al suo innegabile savoir-faire estetico, la nobiltà e l'alta borghesia, tanto da divenire il principale fornitore di orologi della regina Maria Antonietta prima, del re Luigi XVI e dell'intera corte di Versailles poi, introdotto grazie all'aiuto del suo amico e protettore, l'abate Marie. Il suo primo cliente fu il duca d'Orléans. Incontrò Abraham-Louis Perrelet in Svizzera e divenne un maestro orologiaio nel 1784. Nel 1787, stabilì una partnership con Xavier Gide, che durò fino al 1791.
Proprio per la regina di Francia, una delle ammiratrici più entusiaste dei suoi orologi e sua cliente dall'ottobre 1782 fino alla morte, realizzò l'eccezionale orologio da tasca n° 160, che successivamente venne indicato con l'appellativo "Marie Antoinette" in suo onore, considerato tuttora tra i più complessi orologi del mondo. Il Marie Antoinette, noto quale "Monna Lisa dei segnatempo", venne commissionato nel 1783 da un misterioso ammiratore e membro della guardia reale di Maria Antonietta, il quale voleva farne dono alla sua regina, voluto da lei stessa dopo la prima commissione di un orologio da taschino a carica automatica con funzione di calendario e ripetizione. La commissione consisteva esplicitamente nella realizzazione di un orologio ricco di tutti i più importanti ritrovati tecnici dell'epoca, l'oro dovunque fosse possibile, senza limiti di spesa né termini di consegna. Ben felice di quella sfida, si impegnò quindi in un'opera senza eguali, ma nonostante il suo impegno, la regina non poté mai vedere l'orologio completato, visto che la sua progettazione e realizzazione impiegarono ben diciannove anni, interrotto a causa della rivoluzione dal 1789 al 1795. Fu pronto solo nel 1802, ossia nove anni dopo la morte dell'infelice sovrana, ma il risultato è stato quello che molti esperti considerano l'orologio più importante mai prodotto per ragioni tecnologiche, estetiche e storiche. Non vendette l'orologio al completamento, ma lo conservò sempre per sé in un luogo sicuro, testimoniando così la sua fedeltà nei confronti della regina. I costi di fabbrica alla fine arrivarono alla colossale somma di 30.000 franchi.
Incontrò Abraham-Louis Perrelet in Svizzera e divenne un maestro orologiaio nel 1784. Nel 1786, il ministro Calonne gli chiese di studiare la possibilità di fondare una manifattura reale di orologi a Parigi. Il 15 febbraio 1787, stabilì una partnership con Xavier Gide, il fratello del suo ex maestro, la Société Breguet et Compagnie, che durò fino ai vari disaccordi su questioni politiche e commerciali del 25 settembre 1791, due anni prima della fine del contratto.
Sostenitore entusiasta della rivoluzione, sebbene totalmente estraneo alla politica, fu amico intimo del capo rivoluzionario e compatriota Jean-Paul Marat. Dal 1789 al 1791, soggiornò stabilmente in Inghilterra per sviluppare gli affari e farsi pagare da numerosi debitori, incluso il principe di Galles. Data la situazione politica instabile in Francia, prese in considerazione l'idea di trasferire la maison a Londra. Nel maggio 1793, lasciati i giacobini, si schierò attivamente con i girondini fino alla sconfitta definitiva, quando si trovò classificato tra reazionari, conservatori e nemici del popolo. Il 12 agosto lasciò quindi Parigi con la famiglia con un salvacondotto di Marat e si rifugiò in Svizzera.
Ritornò in Francia nel maggio 1795, dopo la caduta di Robespierre, quando il nuovo governo gli consentì, nel giugno 1796, dopo due processi, di rientrare nel suo laboratorio, che era stato saccheggiato nel 1794, durante il periodo del Terrore. Alla prima esposizione nazionale dei prodotti dell'industria francese, tenuta a Parigi, al Champ-de-Mars, dal 17 al 21 settembre 1798, ricevette un'onorevole distinzione, il massimo riconoscimento, per meccanismi di orologeria. Era ormai noto e stimato in tutte le grandi corti d'Europa.
Dopo l'ascesa di Napoleone, divenne un principale orologiaio dell'impero. Nel 1807 prese il figlio in piena collaborazione, dopo averlo fatto studiare con il suo vecchio amico, John Arnold, a Londra, e da quel momento l'azienda divenne nota come Breguet et Fils. Nel 1808, divenne orologiaio dello zar Alessandro I e della marina imperiale russa, e fondò a San Pietroburgo una filiale, ma fu costretto a chiuderla nel 1811, quando lo zar proibì l'ingresso di prodotti francesi sul territorio russo, in risposta alla politica di Napoleone.
Nel 1810, realizzò il primo orologio da polso, che vendette nel 1812 a Carolina Murat, allora regina consorte di Napoli. Incontrato un altro orologiaio, Louis Moinet, ne riconobbe subito il valore e i due lavorarono a stretto contatto. Dal 1811 in poi, Moinet divenne il suo consigliere personale.
Nel 1814, dopo la caduta di Napoleone e la restaurazione dei Borboni, venne nominato artista aggiunto all'ufficio delle longitudini. Nel 1815, due anni dopo la morte di Pierre-Louis Berthoud, gli successe come orologiaio ufficiale della marina reale francese. Il 21 marzo 1816, con un'ordinanza reale del ministro dell'interno Vaublanc, divenne membro a pieno della sezione meccanica dell'Accademia reale delle scienze dell'Institut de France, in sostituzione di Lazare Carnot.
Con decreto reale dell'8 settembre 1819, gli venne conferita la Legion d'onore dal re Luigi XVIII. Nel 1823, fu membro della giuria per l'esame dei prodotti dell'industria.

### La morte

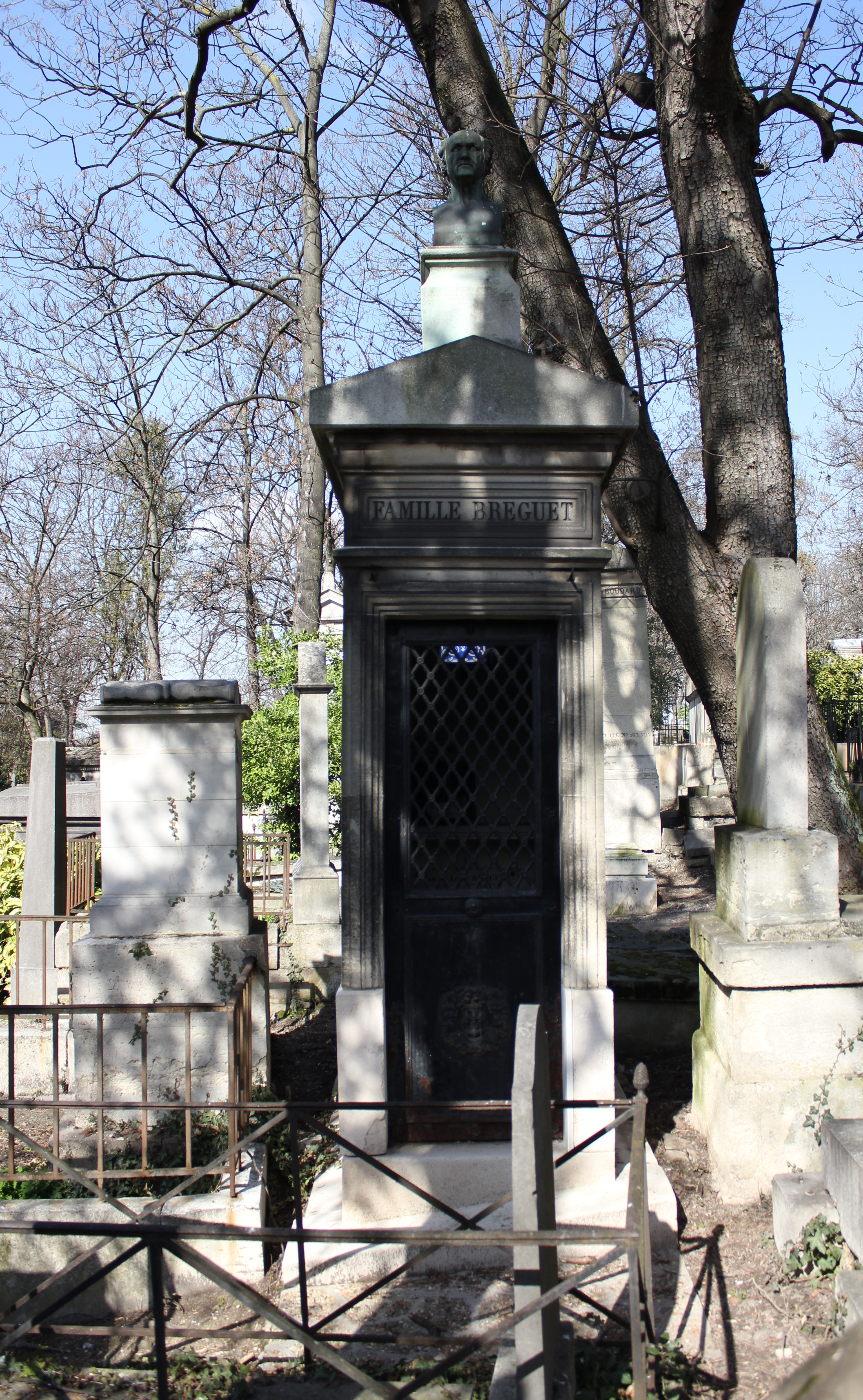
La tomba di Breguet

Il 15 settembre 1823, assistette alla riunione settimanale dell'Accademia delle scienze e fu la sua ultima comparsa in pubblico. Senza che niente lo facesse presagire, nella notte dal 16 al 17 settembre, fu colto da una crisi di soffocamento e morì tra le braccia del figlio all'età di 76 anni e otto mesi, senza aver avuto il tempo materiale per richiedere il soccorso d'un medico.
Fu sepolto nel cimitero di Père-Lachaise. I suoi discendenti, prima il figlio e poi il nipote Louis Breguet, gli succedettero a capo dell'impresa.

## Le principali invenzioni
Innumerevoli sono gli interventi apportati da Breguet in termini di miglioramenti di ritrovati tecnici preesistenti o di introduzione di nuovi dispositivi e complicazioni. In ordine cronologico, ricordiamo:
- 1780: perfezionamento dell'orologio automatico, detto perpetuo, divenuto il simbolo stesso della regalità, del potere, della ricchezza;
- 1783: messa a punto della "molla sonora", ovvero il gong per gli orologi dotati di ripetizione minuti;
- 1786: perfezionamento dello scappamento ad ancora;
- 1789: invenzione dello scappamento naturale, che funziona senza bisogno di lubrificante;
- 1790: invenzione del "paracadute", sistema di protezione antiurto atto a rendere gli orologi meno fragili;
- 1791: ideazione dell'orologio con lancetta dei secondi indipendenti, detto à seconde d'un coup. Rappresentano i primi antesignani del moderno cronografo;
- 1795: brevetto del quantième perpétuel. Breguet perfezionò definitivamente la funzione del calendario perpetuo. Invenzione dello scappamento a cilindro di rubino e della spirale Breguet;
- 1796: costruzione della prima pendola da viaggio;
- 1798: invenzione dello scappamento a forza costante, della "pendola simpatica" e del "cronometro musicale", che funge da metronomo;
- 1799: invenzione dell'orologio a tatto;
- 1801: Brevetto del tourbillon;
- 1819: perfezionamento del "podometro", per regolare il passo di marcia delle truppe;
- 1820: invenzione del cronografo d'osservazione con doppia lancetta dei secondi, antenato del cronografo moderno;
- 1822: invenzione del cronografo a inchiostro.

## Fuori dall'orologeria
Nel corso della sua vita, Breguet ebbe modo di applicare il proprio talento anche in altri campi oltre a quello orologiero: ricordiamo in particolare la costruzione di telegrafi ottici. In particolare, nel 1792, mise a punto il meccanismo del telegrafo ottico di Chappe, mentre nel 1796 collaborò con l'ingegnere spagnolo Juan de Bethencourt.